# سلاح كيميائي
السلاح الكيميائي هو لفظٌ يُشير للذخائر التي تَستخدم المواد الكيميائية بهدفِ إلحاق الموت أو الضررِ البالغِ على البشر. بحسبِ منظمة حظر الأسلحة الكيميائية فإنّ مصطلح الأسلحة الكيميائية يُمكن أيضًا أن يُطلَقَ على أي من المواد الكيميائية السامة أو المركبات الطليعيّة التي يمكن أن تُسبّب الوفاة أو الإصابة أو العجز المؤقت ومَا شابه ذلك. تُصنّف الأسلحة الكيميائية على أنها أسلحة دمارٍ شاملٍ على الرغم من أنها تختلف عنِ الأسلحة النووية، الأسلحة البيولوجية والأسلحة الإشعاعية. جميع هذه الأسلحة يُمكن استخدامها في الحرب وتتميزُ أسلحة الدمار الشامل عن الأسلحة التقليدية باعتبارها فعّالة جدًا بسبب قدرتها التفجيريّة الكبيرة، وحركيتها وكذا ما تُسببهُ من حروق وَأضرار جسيمة. تختلفُ أشكال الأسلحة الكيميائية فعادة ما تكونُ غازية لكنها قد تتخدُ شكلًا مغايرًا كأن تكونَ سائلة أو صلبة مثلًا. جديرٌ بالذكرِ هُنَا أنّ غازات الأعصاب، الغازات المسيلة للدموع ورذاذات الفلفل هي ثلاثة أمثلة حديثة للأسلحة الكيميائية.
بالرغمِ من كل خطورتها فهناكَ عشرات الدول التي تُخزن أسلحة كيميائية نوعيّة بعضها خطر فعلًا وقادرٌ على الانفجار من تلقاء نفسه فيما تحتاجُ أسلحة أخرى عوامل إضافية من أجلِ العمل. أخطر هذه الأسلحة هيَ غازات الأعصاب وبخاصّة التابون، السارين وغازات الفي إكس وغيرِها من الغازات التي تشملُ تركيبات من غاز الخردل. استُخدمت هذه الأسلحة على نطاقٍ واسعٍ أثناءَ الحرب العالمية الأولى وقد تسببت في خسائر كبيرة وبخاصّة غاز الخردل وغاز الفوسجين اللذان كانا يُسببانِ حرقة على مستوى الرئة وكذا العمى ومن ثمّ التشويه حدَ الموت. استعملَ النازيون الألمان كذلك الأسلحة الكيماوية خلالَ الحرب العالمية الثانية حيثُ اعتمدوا على ضخّ سيانيد الهيدروجين كما فرّغوا زيكلون ب في غرف الغاز مما تسببَ في سقوطِ ضحايا كُثر
اعتبارًا من عام 2016؛ لا تزالُ قوات الأمن والشرطة وقوات مكافحة الشغب في معظم دول العالم تستعملُ غاز سي إس ورذاذ الفلفل باعتِبارهما أسلحة غير فتاكة معَ أنّ لهما بعض الخطورة على جِسم الإنسان. بموجب معاهدة حظر الأسلحة الكيميائية التي وُقّعت عام 1993 فيمنعُ على كلّ دول العالم إنتاج، تخزين أو استخدام الأسلحة الكيميائية وسلائفها لكن وبالرغمِ من ذلك لا زالت هناكَ مخزونات كبيرة من الأسلحة الكيميائية وعادةً ما تُبرر الدول موقفها كإجراء وقائي ضد أيّ استخدامٍ مُحتمل من دولة عدوة.

## القانون الدولي بشأن الأسلحة الكيميائية

### قبل الحرب العالمية الثانية
يحظرُ القانون الدولي استخدامَ الأسلحة الكيميائية منذ عام 1899 بموجبِ اتفاقية لاهاي التي تنصّ على منعِ استخدامِ الأسلحة المسمومة. بشكلٍ عام تنصّ المادة 23 من هذا القانون علَى امتناع استخدام هذا النوع من الأسلحة في حالة ما اندلعت حرب بين دولتان موقعتان على المُعاهدة. وُقعت معاهدة واشنطن البحرية في 6 فبراير/شباط 1922 وهي معاهدة تهدفُ إلى حظر الأسلحة الكيميائية لكنّها فشلت في الحُصول على موافقة الدول بعدَ امتناع فرنسا عن ذلك. خلالَ بروتوكول جنيف؛ وقّعت الدول على بروتوكول حظر استخدام الغازات الخانقة أو السامة أو باقي الغازات الأخرى التي قد تدخلُ ضمنَ الحرب البيولوجية. وُقّع على المعاهدة في جنيف في 17 حزيران/يونيو 1925 ودخلت حيز التنفيذ في 8 فبراير/شباط عام 1928 بعدما وافقت عليها 133 دولة كانت آخرها أوكرانيا التي وافقت على المعاهدة في 7 أغسطس 2003. على الرغم من أنّ المُعاهدة تَحظر استخدام الأسلحة الكيميائية والبيولوجية فإنها لا تتناول الإنتاج أو التخزين أو حتى نقل هذه الأسلحة.

### الاتفاقات الحديثة
بحلول عام 1993؛ ظهرت فكرة معاهدة حظر الأسلحة الكيميائية وهي أحد أهمّ المُعاهدات فِي القانون الدولي. اسمها الكامل هو اتفاقية حظر استحداث وإنتاج وتكديس واستخدام الأسلحة الكيميائية وتنص بشكلٍ واضح ومفروغ منه على حظر إنتاج وتخزين واستخدام الأسلحة الكيميائية وتعملُ منظمة حظر الأسلحة الكيميائية – وهي منظمة مستقلة مقرها في لاهاي – على التأكد من ذلك. حسب آخر التحديثات فقد وقّعت 192 دولة على المعاهدة وهوَ ما يمثل 98% من سكان العالم. اعتبارًا من حزيران/يونيو 2016 تحققت المنظمة من 66,368 من أصل 72,525 طن متري (92% من مخزونات الأسلحة الكيميائية) من تدميره كما فتّشت عن 6,327 طن في 235 موقعًا مُشتبه على احتوائه على أسلحة كيميائية. شملت عمليات التفتيش هذه 86 دولة منذ نيسان/أبريل 1997 فيما تخضعُ 4,732 منشأة صناعية عبرَ العالم للتفتيش بشكلٍ دوري بموجب أحكام اتفاقية الأسلحة الكيميائية.

## الاستخدام
تَنطوي الحرب الكيميائية على استخدام الخصائص السامة من للمواد الكيميائية كأسلحة. هذا النوع من الحرب هو تجسيد حقيقي للحرب النووية والحرب البيولوجية وباقي الحُروب الفتاكة من هذا النوع. لا تندرجُ أيّ من هذه الأسلحة تحتَ مصطلح الأسلحة التقليدية بسبب قدرتها التدميريّة الكبيرة والرهيبة. جديرٌ بالذكر هُنا أنّ الحرب الكيميائية لا تتوقف عند الانفجار بل تعتمدُ على خصائص فريدة من نوعها من العوامل الكيميائية الخطرة على جسم الكائن الحيّ.

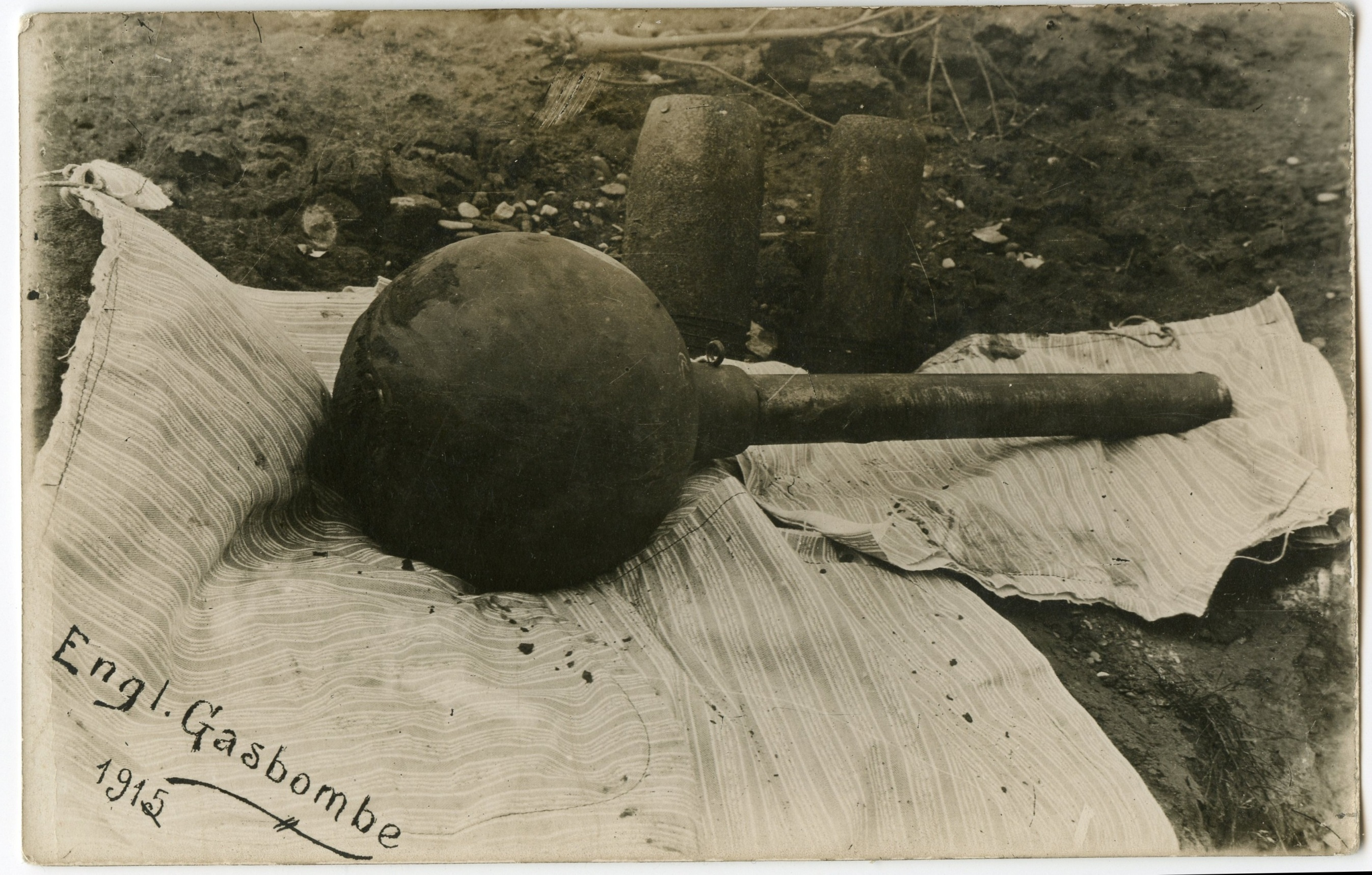
قنبلة غازيّة بريطانية استُخدمت خلال الحرب العالمية الأولى.

يهدفُ مستعمِل هذا النوع من الأسلحة إلى تعجيز ضحيتهِ أو قتله بطريقة بطيئة أو تخليف الضرر الأكبر على المنطقة التي استهدفَها. يُمكن استخدام هذا النوع من الأسلحة ضد المزروعات والثروة الحيوانية وذلك بهدفِ تعزيز الجوع والمجاعة.

## قائمة البلدان
من بينِ الـ 190 دولة موقعة على الاتفاقية؛ كانت أو لا زالت الدول أدناه تتوفرُ على مخزونات منَ الأسلحة الكيميائية. اعتبارًا من عام 2017؛ وحسبَ تصريحات مسؤولي الدولة فإنّ كوريا الشمالية والولايات المتحدة هما الدولتان الوحيدتان اللتان لا زالتا تتوفراتِ على مخزونات منَ الأسلحة الكيميائية.

### الهند
أعلنت الهند عن مخزونها من الأسلحة الكيميائية في حزيران/يونيو 1997. جاءَ هذا الإعلان بعد بدء تنفيذ اتفاقية حظر الأسلحة الكيميائية برعايةِ منظمة حظر الأسلحة الكيميائية. بشكلٍ أكثر دقة؛ أعلنت الهند على أنّها تملكُ 1044 طن من غاز الخردل والكبريت. في 14 يناير/كانون الثاني 1993؛ انضمّت الهند لقائمة الدول الموقعة على اتفاقية حظر الأسلحة الكيميائية. بحلول عام 2005؛ كانت الهند الدولة الوحيدة من بين الكيانات الست التي أعلنت عن مخزوناتها من الأسلحة الكيميائية ووضعت خطة وموعدًا نهائيًا لتدمير الأسلحة الكيميائية كما سمحت لمنظمة حظر الأسلحة الكيميائية بالتفتيش الكامل في منشآتها. بحلول نهاية عام 2006؛ دمّرت الهند أكثر من 75 في المئة من مخزونها منَ الأسلحة الكيميائية فيما تعهدت بتدميرِ الباقي حتى نيسان/أبريل 2009. في 14 مايو/أيار 2009؛ أرسلت الهند تقريرها إلى الأمم المتحدة والتي تُؤكد فيها على تدمير مخزونها الكامل من الأسلحة الكيميائية.

### العراق

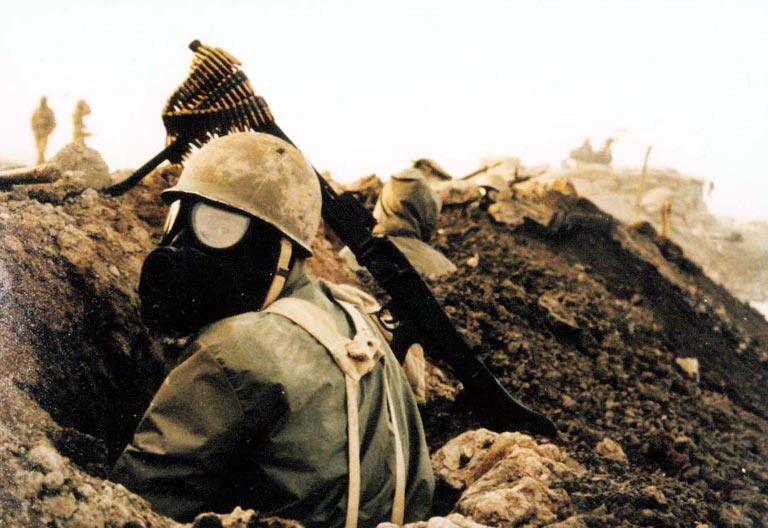
جُندي إيراني يرتدي قناع الغاز خلال حرب الخليج الأولى التي تميّزت باستخدام الغازات الكيماوية وبخاصة من قِبل العراق.

أعلنت منظمة حظر الأسلحة الكيميائية التي تُشرف رسميًا على تنفيذ البنود الواردة في الاتفاقية عن أنّ حكومة العراق قد أودعت صك انضمامها إلى اتفاقية حظر الأسلحة الكيميائية للأمين العام للأمم المتحدة وتوعدت بالتوقيع عليها في غضون 30 يوما (حتّى 12 شباط/فبراير 2009) لتكونَ بذلك الدولة 186 التي توقعُ على الاتفاقية. ليس هذا فقط فبعدما أعلنَ العراق عن مخزوناته من الأسلحة الكيميائية؛ دخلَ هوشيار زيباري في السابع من أيلول/سبتمبر 2011 مقر منظمة حظر الأسلحة الكيميائية ليصبح أول وزير خارجية عراقي يزورُ المنظمة رسميًا منذ انضمامِ بلاده إلى اتفاقية حظر الأسلحة الكيميائية. بالعودة إلى تاريخ البلاد معَ الأسلحة الكيماوية؛ فقد استخدمَ العراق غاز الخردل في هجوم حكومي ضد الكُرد في 16 آذار/مارس 1988 أو خلال ما عُرف بالهجوم الكيماوي على حلبجة. أسفرَ الهجوم عن مقتل ما بين 3200 حتى 5000 شخص وإصابة 7,000 إلى 10,000؛ معظمهم من المدنيين. حصلَ في 28 حزيران/يونيو 1987 هجومين منفصلين ضد أربع مناطق سكنية على مقربة من بغداد مما تسبّبَ في سقوط ضحايا. استخدمَ العراق على نطاق واسع الأسلحة الكيميائية خلال الحرب العراقية–الإيرانية وقد تضرّر الكرد بهذا بشكلٍ خاص.

### اليابان

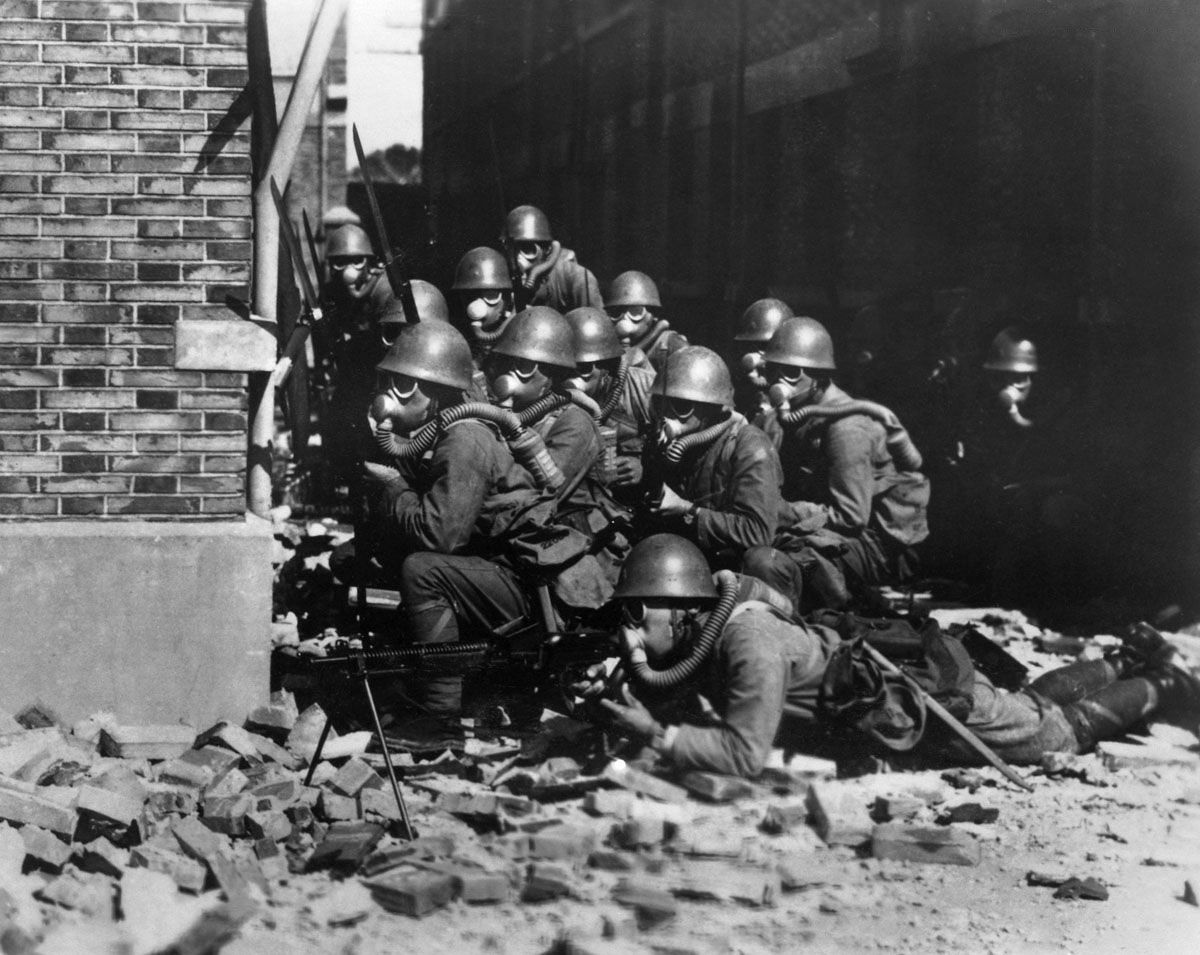
قوات خاصة من البحريّة اليابانية وهم يرتدونَ الأقنعة والقفازات المطاطية أثناء هجوم كيماوي خلالَ معركة شنغهاي.

عملت اليابان على تخزين الأسلحة الكيميائية – وبخاصّة غاز الخردل – على أراضي بر الصين الرئيسي بين 1937 و1945. وقعت الدولة على اتفافية حظر هذا النوع منَ الأسلحة فبدأت رفقة الصين برنامجًا مُشتركًا في أيلول/سبتمبر 2010 يقضي بالقضاء على كلّ الأسلحة الكيميائية ومواقع تخزينها.

### ليبيا
استخدمت ليبيا الأسلحة الكيميائية خلال حُكمِ نظام معمر القذافي. تكرّر استخدام هذا السلاح في عددٍ من المرات بما في ذلك خلالَ حرب ليبيا مع تشاد. بحلول عام 2003؛ وافقَ القذافي على الانضمام إلى اتفاقية حظر الأسلحة الكيميائية في مقابل «التقارب» مع الدول الغربية. بالرغم من ذلك؛ لم تُدمر الحكومة الليبيّة مخزوناتها وحسب آخر الإحصائيات التي تعودُ لعام 2011 – تاريخ انتفاضة الليبيين ضدّ معمر – كانَ النظام الليبي لا زال يتوفرُ على حوالي 11.25 طن من غاز الخردل السام بهدفِ استعماله ضد الدول العدوة أو تلكَ الراغبة في زعزعة الاستقرار وما إلى ذلك. بعدما حلّ بليبيا؛ حاولت الهيئات الدولية التعاونَ معَ المسؤولين لضمانِ التزام ليبيا بعقودها بموجب المعاهدة. في هذا السياق؛ تعاونَ المجلس الوطني الانتقالي مع منظمة حظر الأسلحة الكيميائية بشأن تدمير جميع الأسلحة الكيميائية في البلاد وستقومُ المنظمة بشكلٍ دوري بالتحقق من ذلك.

### روسيا

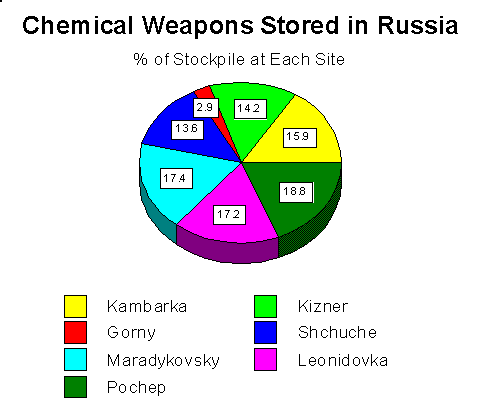
مخزونات من الأسلحة الكيميائية لدى روسيا.

تُعدّ روسيا إحدى أوائل البلدان التي تَتوفرُ على كميّة كبيرة من الأسلحة الكيميائية. بحلول عام 2010؛ دمّرت الحُكومة 18,241 طن كانت مُخزنة في مرافق تقعُ في غورنيي (ساراتوف أوبلاست)، كامباركا (أودمورتيا)، كورغان أوبلاست، كيروف أوبلاست وكذا بينزا أوبلاست. بعدَ ذلك بست سنوات؛ دمّرت روسيا حوالي 94% من أسلحتها الكيميائية وتوعدت بتدمير ما تبقى بحلول نهاية عام 2018. في 27 سبتمبر 2017؛ أعلنت روسيا تدمير آخر دفعة من الأسلحة الكيميائية كما أنهت تدمير كامل الترسانة الكيميائية قبل الموعد المُحدد.
في الرابع من مارس 2018؛ اتهمت السلطات في المملكة المتحدة المخابرات الروسية بتنفيذِ هجوم كيميائي في سالزبوري نجمَ عنهُ إصابة خمس أشخاص بما في ذلك المُستهدف في الهجوم العميل المزدوج سيرغي سكريبال.

### سوريا
قبل أيلول/سبتمبر 2013 ، كانت سوريا واحدة من 7 دول لم تُوقع بعد على اتفاقية حظر الأسلحة الكيميائية ومع ذلك فإنّ بروتوكول جنيف يحظر استخدام الأسلحة الكيميائية في الحرب كما يحظرُ إنتاج أو تخزين أو نقل الأسلحة الكيميائية. يرى المسؤولون السوريون أنّ السلاح الكيماوي الذي يتوفرونَ عليه هو بمثابة سلاح نوعي لمواجهة إسرائيل في حالة ما شنّت عليهم حربًا نووية. جديرٌ بالذكر هنا أنهُ وبحلول 23 تموز/يوليو 2012؛ اعترفت الحكومة السورية لأول مرة بامتلاكها لأسلحة كيميائية. حسب بعضِ التقييمات المستقلة فإنّ سوريا قادرةٌ على إنتاج ما يصل إلى بضع مئات من الأطنان من المواد الكيماوية السامّة في السنة. بشكل أكثر دقة؛ تهتمُ الحكومة السورية بإنتاج غازات السارين، التابون، الفي إكس وغاز الخردل.
حددت الدول الغربيّة بما في ذلك الولايات المتحدة وفرنسا مرافق إنتاج الأسلحة الكيميائية في سوريا بالإضافة إلى القواعد العسكرية المُشتبه فيها:

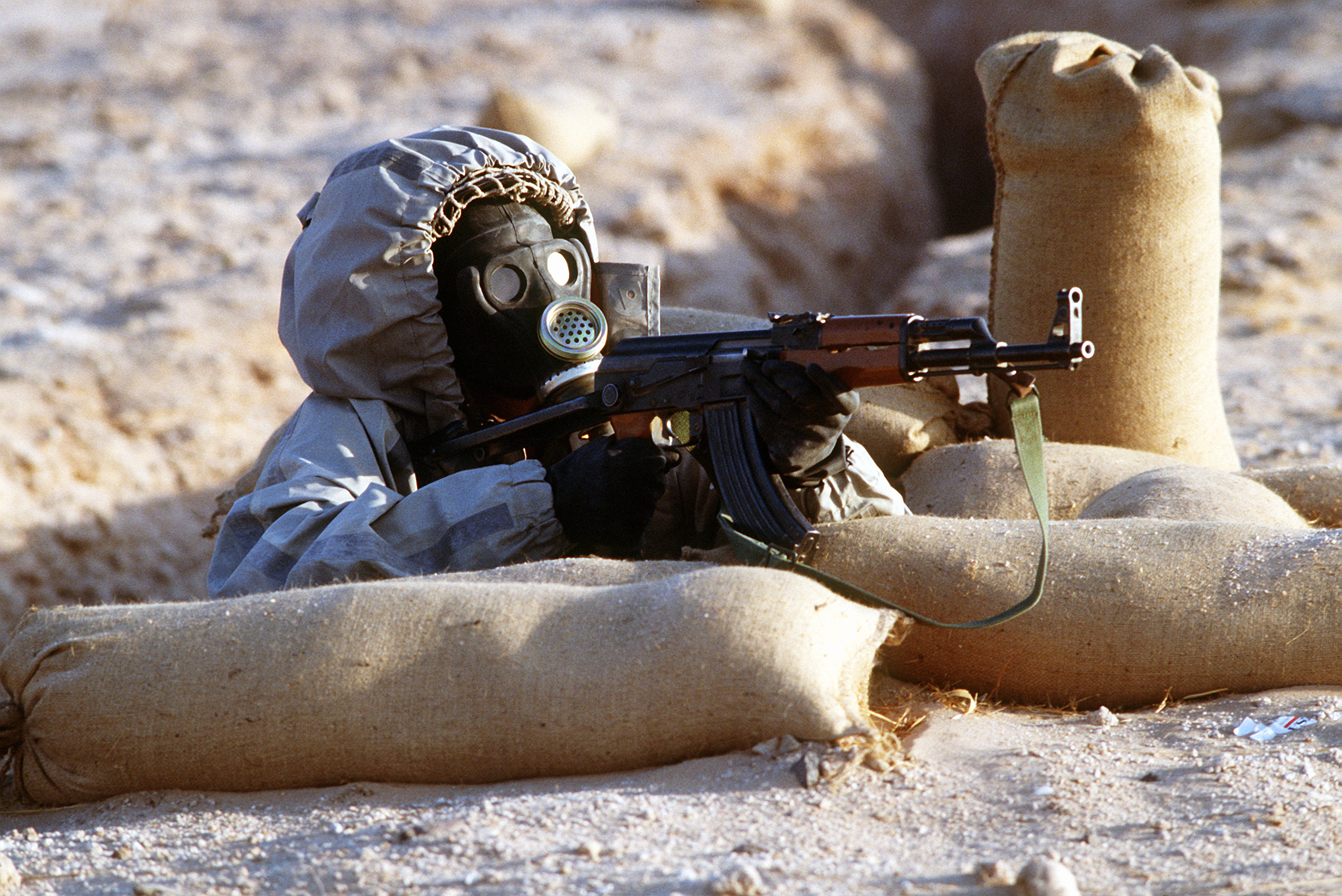
جندي سوري يرتدي سترة سوفيتية الصنع تقي منَ الهجمات الكيمياويّة معَ بندقيّة من طراز أيه كيه-47.

- قاعدة السفير (تتوفرُ على صواريخ سكود)
- سيرين
- حماة
- حمص
- اللاذقية
- تدمر

انفجرَ في تموز/يوليو 2007 مستودع سوري للأسلحة فقتلَ ما لا يقل عن 15 منَ السوريين. خلال تحقيقها؛ وجدَت صحيفة بريطانيّة مهتمة بالتقارير العسكرية وشؤون الشركات أنّ الانفجار حدث عندما حاولَ مسؤولون من سوريا وإيران تحميلَ صاروخ سكود بغاز الخردل السام. في المُقابل ذكرت الحكومة السورية أن الانفجار كان عرضيًا ولا علاقة للمواد الكيمياوية به.
بحلول 13 تموز/يوليو 2012؛ نقلت الحكومة السورية مخزونها منَ المواد الكيمياويّة إلى مكان مجهول. وَفي أيلول/سبتمبر 2012؛ انتشرت بعضُ المعلومات التي أفادت بأنّ الجيش السوري قد بدأَ اختبار الأسلحة الكيميائية من أجلِ الاستعداد لاستخدامها. في 19 مارس 2013؛ ظهرت أخبار تُفيد باستخدامِ الحكومة للسلاح الكيمياوي ضدّ المدنيين منذ بداية الحرب الأهلية السورية. بحلول 21 أغسطس 2013؛ ظهرت للعلن شهادات وأدلة فوتوغرافية تُشير إلى أنّ القوات الحكومية قد شنّت هجومًا كيمياويًا واسعَ النطاق على غوطة دمشق المكتظة بالسكان. تم التوصل إلى اتفاق في 14 سبتمبر 2013 بقضي بتدميرِ سوريا لكل أسلحتها الكيميائية وذلك بتحديدِ مهلة حتى منتصف عام 2014. في الرابع عشر من أكتوبر 2013 انضمّت سورية رسميًا إلى اتفاقية حظر الأسلحة الكيميائية. وبالرغمِ من ذلك؛ استمرّت عدّة تقارير بالظهور حول استخدام السلاح الكيميائي من الحكومة.

### الولايات المتحدة
دمرت الولايات المتحدة حوالي 90% من مخزونها من الأسلحة الكيميائية عام 1997. اعتبارًا من عام 2012؛ توعدت الحكومة الأمريكية بتدمير ما تبقى في مهزلة زمنيّة حددتها حتى عام 2023. جدير بالذكر هنا أنّ سياسة الولايات المتحدة بشأن استخدام الأسلحة الكيميائية تقومُ على ما يُعرف «بالاحتفاظ بحق الرد» فرئيسُ البلد هوَ الشخص الوحيد المخوّل له بإصدار أوامر في هكذا مواضيع.